# Gustaf Östberg (professor)
Carl Gustaf Östberg, född 11 april 1926 i Sollentuna församling, död 17 januari 2019, son till advokat Clas Östberg och Elsa Steffenburg, sonson till partiledaren Gustaf Fredrik Östberg, var en svensk bergsingenjör, teknologie licentiat och professor emeritus.  
Östberg avlade bergsingenjörsexamen vid Kungliga Tekniska högskolan (KTH) 1950, blev 1961 teknologie licentiat vid KTH och antogs 1965 som docent. Han var professor i konstruktionsmaterial vid Lunds tekniska högskola 1975–1990. Han var också anställd vid AB Atomenergi åren 1959–1975.
Östberg var ledamot av Kungliga Ingenjörsvetenskapsakademien (IVA) sedan 1978.  Han invaldes först i IVA:s avdelning V, men flyttades 1988 till avdelning XI. Han var även ledamot av Kungliga Fysiografiska Sällskapet i Lund samt sedan 1984 Kungliga Humanistiska Vetenskapssamfundet i Lund. 
Östberg är gravsatt i minneslunden på Galärvarvskyrkogården i Stockholm.